# Коптський обряд

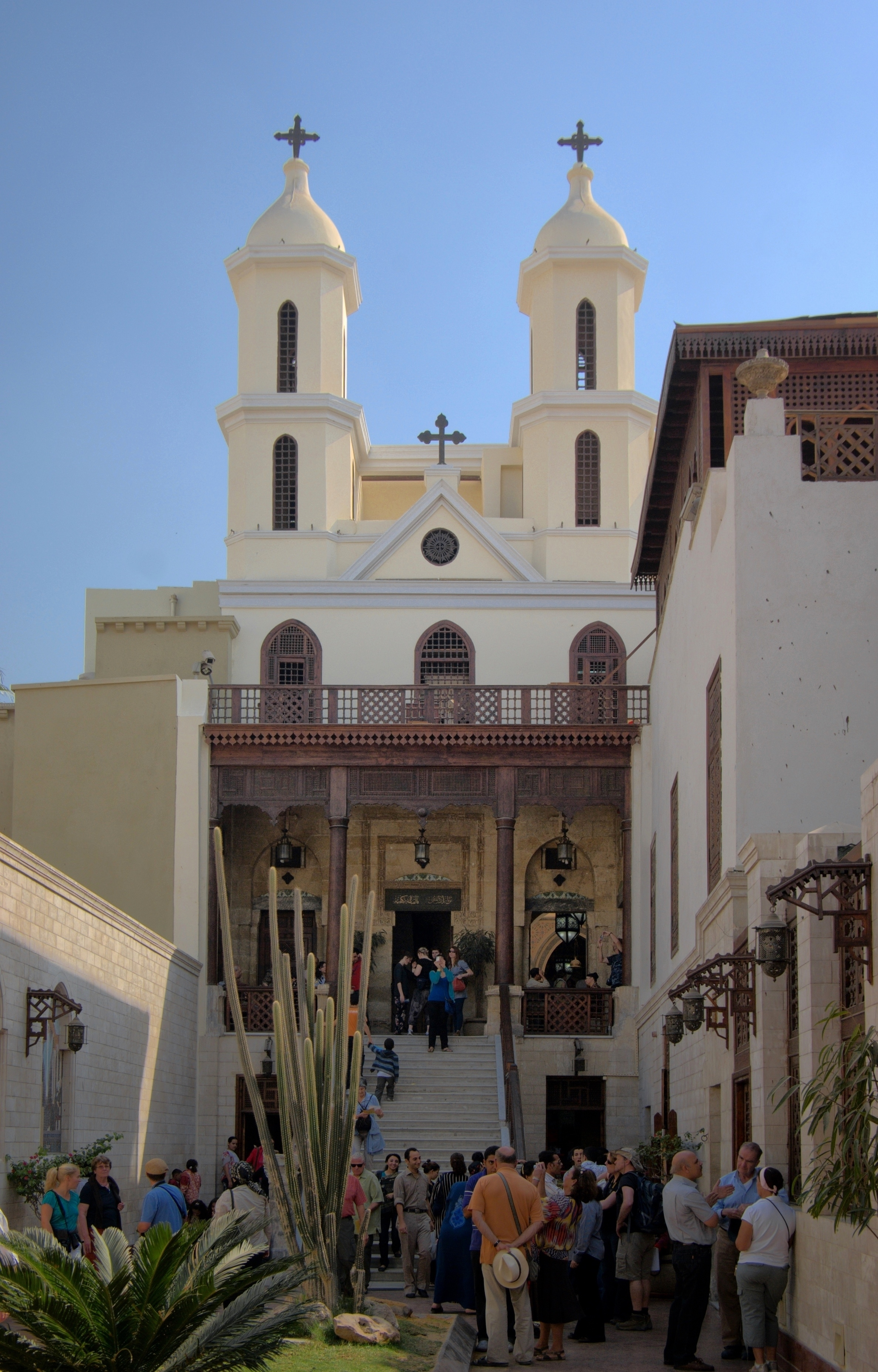
Коптська церква у Каїрі

Коптський обряд — один із східних літургійних обрядів. Використовується Давньосхідною Коптською православною церквою та Коптською католицькою церквою. Поряд із ефіопським обрядом належить до Александрійської літургійної традиції.

## Історія
Коптський обряд зародився в стародавній Александрійській церкві, що була в перші століття християнства переважно грецької за етнічним складом. Потім обряд поширився серед корінних жителів Єгипту — коптів, у тому середовищі він зберігся донині.
Коптська православна церква, будучи однією з історичних спадкоємниць стародавньої Александрійської церкви, не прийняла рішення Халкедонського собору, і як інші стародавні східні православні церкви з другої половини V століття знаходиться в розколі з Православною церквою Візантійського обряду. Церковний розкол та конфлікт із Візантією призвів до створення в Єгипті альтернативної, грецької за етнічним складом, халкедонської Александрійської кафедри з грецьким обрядом. Після завоювання Єгипту арабами Коптська церква зазнала переслідувань. Все вищезгадане призвело до істотних змін у богослужбовому обряді Коптської церкви.
Найдавніша коптська літургія, літургія апостола Марка, була головною літургією коптської церкви аж до VIII–IX століття. Константинопольська церква активно боролася проти літургії апостола Марка та коптського обряду як такого, намагаючись домогтися уніфікації богослужіння на Сході. До XII століття у коптському обряді, скрізь крім коптських монастирів, демонстративно ігнорували Константинополь, служилися літургії близькі до візантійських.
Після утворення у 1741 році коптської католицької церкви вона також почала використовувати у богослужінні коптський обряд. Коптам-католикам вдалося відстояти свій обряд від латинізації у всіх аспектах, за винятком чернечої традиції, яка у них організована за римсько-католицьким зразком. У давньосхідній Коптській церкві історична коптська чернеча традиція зберігається.

## Літургія

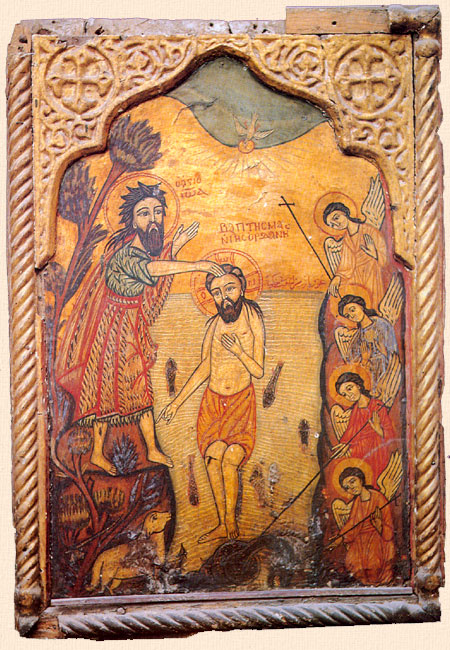
Хрещення Господнє. Коптська ікона

Характерною рисою коптського обряду є широке розмаїття літургій. Історична літургія коптів, літургія апостола Марка, практично зникла з вживання у XII столітті, витіснена літургіями візантійського типу. Нині у коптському обряді служать три літургії:
- Літургія Василя Великого. Служиться у рядові дні. Літургія містить анафору візантійського типу, однак відрізняється від однойменної літургії візантійського обряду.
- Літургія Григорія Богослова. Служиться у святкові дні. Анафора літургії також належить до візантійського типу.
- Літургія Кирила Єрусалимського. Служиться в період Великого та Різдвяного постів. Єдина з коптських літургій, що включає анафору александрійсько-римського типу. Анафора виявляє схожість з Римським каноном, історичним чинопослідуванням латинської меси. За багатьма аспектами цю літургію можна вважати спадкоємицею літургії апостола Марка.

Загальна структура всіх трьох чинопослідувань коптської літургії подібна:
- проскомідія;
- Літургія слова (назва Літургії оголошених у коптській термінології);
- Літургія вірних: читання Символу віри, анафора, уявлення Святих Дарів, роздроблення Хліба, читання молитви Господньої, піднесення дарів, причастя, подячні молитви та благословення. Загалом коптське богослужіння близьке до візантійського, хоч і зазнало впливу західно-сирійського обряду. У коптському обряді є ряд особливостей, характерних для старозавітного юдейського церковного богослужіння. Арабське панування принесло ряд обрядових рис, схожих з ісламськими.

Серед характерних рис коптських літургій варто відзначити обряд вистави Дарів, під час якого священик викладає вірним благословення правою рукою, лівою рукою торкаючись Дарів, а також обряд накреслення хреста — священник занурює вказівний палець у чашу з освяченим Вином і креслить їм хрест на Хлібі. Інші відмінності від візантійського обряду — відсутність Херувимської пісні на початку Літургії вірних і 4 новозавітних читань на Літургії слова (з послань Павла, Соборних послань, Дій Апостолів та Євангелія).
Євхаристичний хліб коптського обряду — квасна просфора з надрукованими на ній 12 хрестами та текстом молитви Трисвяте. Причастя проводиться під двома видами.
Богослужбовою мовою коптського обряду спочатку була грецька. Після розколу, викликаного Халкедонським собором, його повністю витіснила коптська мова, точніше північний (бохерейський) діалект. Грецькою мовою в коптському обряді нині відбувається лише кілька виголошень на літургії. Коптська мова служила єдиною богослужбовою мовою до XVII століття, потім її поступово почала витісняти арабськау мова. В даний час більшість богослужінь звершується арабською, найбільш відомі молитви читаються коптською, читання Святого Письма проходить двома мовами, піснеспіви, як правило, однією арабською. Богослужбові книги друкуються двома мовами паралельними текстами, ритуальна частина — лише арабською.
Літургічні шати близькі до шат візантійського обряду, характерна риса — покладається на голову і плечі плат «ефод». Існує низка різних покровів, що підкреслюють благоговіння при дотику до священних предметів. Найбільш поширений тип піснеспівів — «псалії», рід коротких строф або славослів'я, розташованих за грецьким алфавітом. Ряд піснеспівів запозичений у православних вже у післярозкольний період. Церковний спів заснований на осмогласії. Коптському обряду властиво інтенсивний і ритмічний спів, використовуються ударні та духові музичні інструменти, у тому числі систри та тимпани.

## Інші богослужіння

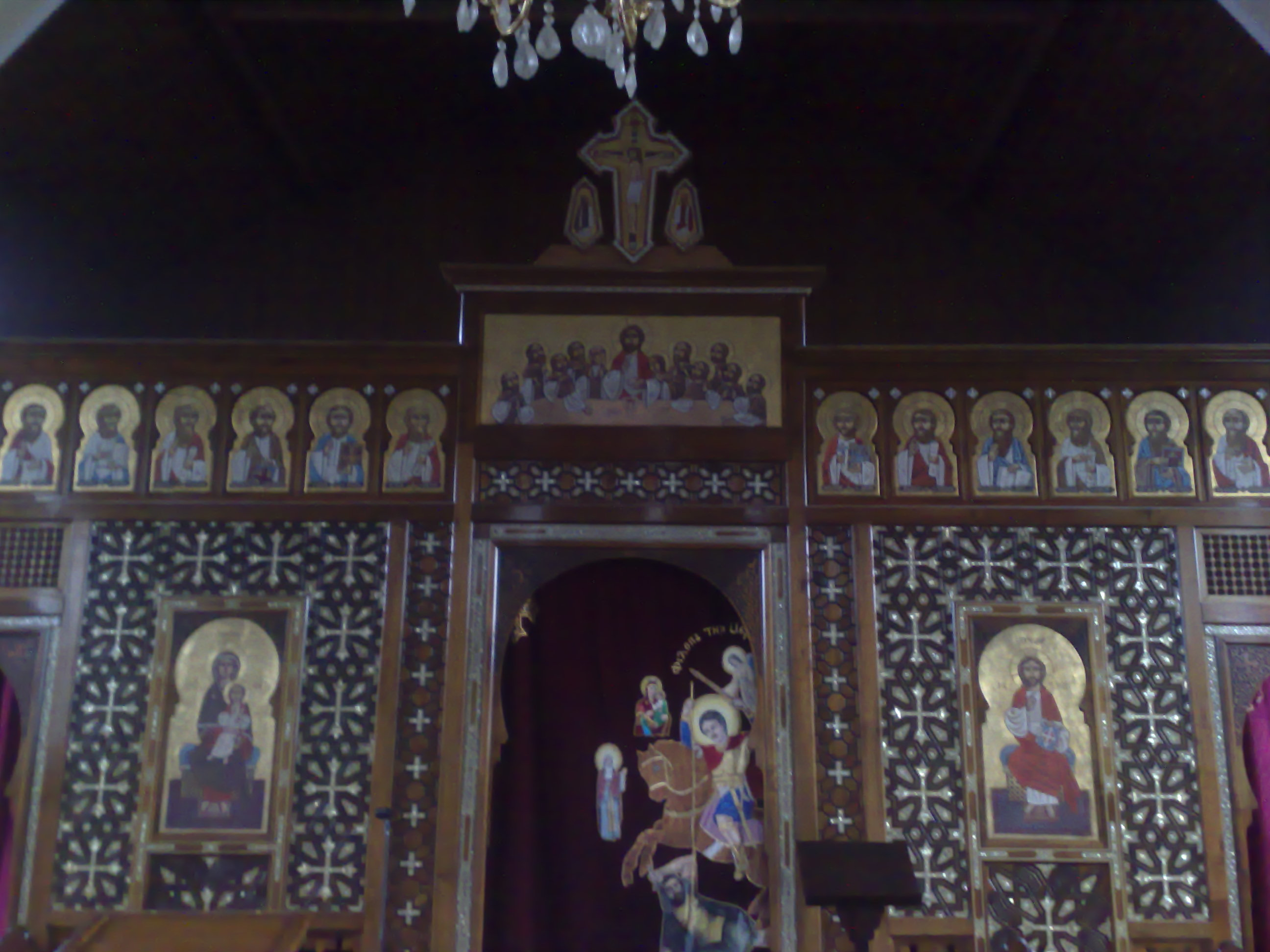
Вівтарна перешкода коптської церкви

Богослужіння добового кола в коптському обряді найбільше розвинене серед усіх християнських обрядів і складається з 7 літургійних годин. Наслідування вчинення обряду хрищення також дуже складне і тривале. Воно включає багаторазові помазання оливою і читання сповідання віри. Таїнство миропомазання завжди проводиться відразу за хрещенням і включає 36 помазань святим світом. Вінчання та єлеосвячення подібні до відповідних візантійських чинопослідувань.

## Календар
У Коптському обряді використовується свій стародавній календар. Церковний рік розпочинається 29 серпня (1 тота). У літургійному календарі виділяється сім великих свят: Благовіщення, Різдво Христове, Богоявлення, Вхід до Єрусалиму, Воскресіння Христове, Вознесіння та П'ятидесятниця. Святкується також велика кількість інших свят. Окремо відзначаються Успіння Богородиці (16 січня) та Її взяття на Небесну славу (22 серпня). Специфічним виключно для коптського обряду святом є День прибуття Святого сімейства до Єгипту (19 травня).
У коптському календарі 5 постів. Місяць кіак, що передує Різдву, особливим чином присвячений Діві Марії. Богородиці присвячується також 21 число кожного місяця.

## Влаштування храму

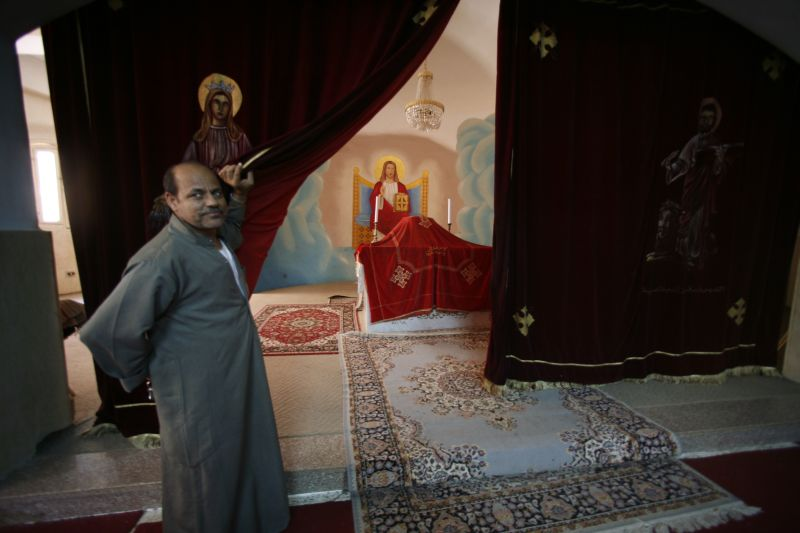
Вівтар у Кафедральному соборі монастиря св. Симеона. Каїр.

Влаштування коптських храмів подібне до православних. Вівтарна частина відокремлюється від основної частини храму різьбленою перешкодою. Роль царської брами, як правило, грає завіса, що відкривається в певні моменти богослужіння. Чоловіки та жінки розташовуються у храмі окремо, іноді чоловічу частину храму від жіночої також відокремлює перегородка. Вівтарна перегородка, на відміну від православної традиції, не обов'язково служить як іконостас — на ній можуть розташовуватися ікони, проте ікони на ній можуть і бути абсолютно відсутніми і розташовуватися в інших частинах храму. Парафіяни під час богослужіння сидять на лавках або спеціальних стільцях, розставлених лавами.
Коптський обряд відомий стародавньою і своєрідною іконописною традицією, що суттєво відрізняється від візантійських канонів.